# Aragatsotn
Aragatsotn (armeniska: Արագածոտն) är en provins i västra Armenien som i väster gränsar till Turkiet. I provinsen ligger berget Aragats, efter vilken provinsen är uppkallad. Huvudort är Asjtarak. Aragatsotn har en yta på 2 756 km² och en befolkning på 132 925 (2011). I provinsen bor utöver armenier även en betydande minoritet jezidiska kurder.